# داون آبراهام
داون سی. آبراهام (متولد ۱۶ اکتبر ۱۹۶۰ در شهرستان لس آنجلس، کالیفرنیا) یک هنرپیشه زن آمریکایی است.

## زندگی
آبراهام در دهه ۱۹۸۰ نقش‌های زیادی در سینما و تلویزیون داشت. اولین بازی او در فیلم زندانیان جهان بود. در سال ۱۹۸۴ یک نقش اپیزودی در سریال تلویزیونی مایک همر و بازیگری در فیلم قتل مایک ایفا نمود. در سال ۱۹۸۵ او در قسمتی از سریال تلویزیونی دودمان بازی کرد و در سال ۱۹۸۶ در فیلم کنفسیون بازی کرد. در سال ۱۹۸۷ او در فیلم طعمه مرگبار به ایفای نقش پرداخت.

## فیلم‌شناسی
- ۱۹۸۳ زندانیان جهان گمشده
- ۱۹۸۴: مایک همر (سریال تلویزیونی، قسمت 1x05)
- ۱۹۸۴: قتل مایک
- ۱۹۸۵: دودمان (سریال تلویزیونی، قسمت 5x15)
- ۱۹۸۶: اعترافات واقعی (مجموعه تلویزیونی)
- ۱۹۸۷: طعمه مرگبار
- ۱۹۸۸: ۹ تا ۵ (سریال تلویزیونی، قسمت 5x15)